# Литвинчук, Кузьма Афанасьевич
Кузьма Афанасьевич Литвинчук (1897—1977) — селекционер культурных растений, лауреат Сталинской премии (1946).

## Биография
Родился в 1897 году в семье крестьянина-бедняка.
Окончил Масловский сельскохозяйственный институт селекции и семеноводства зерновых и овощных культур (г. Одесса).
Работал агрономом-селекционером Полесской сельскохозяйственной опытной станции Житомирской области.
С 1933 года научный сотрудник, с1939 года старший научный сотрудник Нарымской государственной селекционной станции, зав отделом плодоовощных культур.

## Научная деятельность
Вывел 5 сортов томатов, один из них — «колпашевец-219», в условиях Нарыма обеспечивал урожайность до 440 ц/га.

## Семья
Внучка(?) — Литвинчук (Ложкина) Ольга Васильевна, кандидат сельскохозяйственных наук (2012), зав. сектором селекции гороха, Нарымский отдел селекции и семеноводства, Сибирский научно-исследовательский институт сельского хозяйства и торфа. В 2019 г. — старший научный сотрудник, и. о. зав. Нарымским отделом селекции и семеноводства.

## Награды и звания
- Сталинская премия 2 степени (1946, в составе авторского коллектива: Нагорный, Марк Иванович, директор, Немлиенко, Владимир Куприянович, Карпович, Иван Власович, Литвинчук, Кузьма Афанасьевич, н. с.) — за выведение новых сортов зерновых и овощных культур и за научную разработку системы земледелия в условиях Северной таёжной зоны Сибири.[2]
- Медаль «За доблестный труд в Великой Отечественной войне 1941—1945 гг.» (1946)